# Väsby IK FK
Väsby IK FK var fotbollssektionen inom Väsby IK från Upplands Väsby. Klubben spelade sex säsonger i näst högsta serien under 1980- och 1990-talen, föll i kvalspelet till Superettan tre år i följd och slogs samman med FC Café Opera och bildade Väsby United. Föreningen återuppstod sedan 2012-2018 men är nu nedlagd.

## Bildandet och vägen till eliten
Väsby idrottsklubb bildades sommaren 1924 vid idrottsplatsen "Diket" (invid dagens Marabou), med fotboll och friidrott på programmet. Laget deltog i seriespel för första gången 1925 och placerade sig som femte av nio lag i Stockholmsserien Klass 11. I början av 1940-talet inledde klubben klättringen i seriepyramiden: Efter att ha avancerat från Klass 4 1933/1934 följde seriesegrar i Klass 3 1939/1940 och Klass 2 redan säsongen därpå. Laget tillhörde tredje högsta divisionen under tre säsonger i mitten av 1940-talet men föll sedan tillbaka till regionala serier. Säsongerna 1964–1987 spenderades i tredje- och fjärdedivisionerna. Säsongen 1987 kunde äntligen Väsby ta klivet upp till andradivisionen (som då benämndes Division 1) efter att ha vunnit Division 2 mellersta två poäng före Spårvägens GoIF.

## Väsby i elitfotbollen
Debutsäsongen i Division 1 norra slutade med en tolfteplats 1988 och nytt kontrakt på Skellefteå och IFK Moras bekostnad. Denna bedrift följdes av elfteplatser såväl 1989 som 1990. Säsongerna 1991 och 1992 spelades först en vårserie som kvalificering för olika höstserier. Säsongen 1991 slutade VIK i mitten av den östra vårserien och klarade sedan nätt och jämnt nytt kontrakt i den norra höstserien. Vårserien 1992 slutade med en särklassig jumboplats för Väsby, laget var chanslöst mot klubbar som IFK Sundsvall, GIF Sundsvall och Hammarby. Laget fick därför tillbringa hösten i "Kvalettan norra" som renderade laget en fjärdeplats bakom Assyriska och sportklubbarna från Enköping och Västerås. Därmed degraderades VIK till division 2 efter fem säsonger.

## Återkomsten till division 1
Till säsongen 1993 var det slut med separata vår- och höstserier. Väsby slutade tvåa i Division 2 Östra Svealand efter Visby IF Gute och fick därmed möjlighet att kvalspela till division 1. Efter en vinst med 3-1 hemma mot Stenungsunds IF klappade VIK ihop och föll med 0-4 i Bohuslän, varigenom säsongen var över. Säsongen 1994 gick det dock bättre då Väsby vann sin division 2-serie och därmed säkrade återkomsten till division 1. Återkomsten blev dock endast ettårig, laget slutade näst sist i norrettan 1995 och degraderades därmed.

## Kampen om återkomsten - en kvalfylld historia
Säsongerna 1996 och 1997 slutade med mittenplaceringar i division 2. Säsongen 1998 föll Väsby på målsnöret två gånger om: BP vann den täta kampen om seriesegern i Div.2 Östra Svealand och flyttades upp till division 1. Andraplatsen innebar att VIK ställdes mot Gefle IF i playoff. Efter 1-1 på Vilundavallen kunde gästrikarna ta sig vidare efter 1-0 på Strömvallen.
Eftersom Superettan skulle införas till säsongen 2020 ändrades reglerna så att seriesegrarna i division 2 fr.o.m. säsongen 1999 inte flyttades upp direkt utan fick spela kvalspel. Väsby vann sin division 2-serie 1999 och fick därmed spela en förberedande kvalserie mot FC Café Opera och Östersunds FK. Väsby föll mot Caféet med 0-3, slog tillbaka Östersund med samma siffror men serien avgjordes när Caféet vann med 1-0 på Vilundavallen. Café Opera tog sig sedan till Superettan genom att besegra Gefle i playoff medan Väsby blev kvar i division 2.
Efter en sjundeplats 2000 och en tredjeplats 2001 skulle Väsby stå för en svåröverträffad bedrift: Laget vann sin serie tre år i följd men lyckades inte gå upp i Superettan! Säsongen 2002 vann Väsby sin division 2-serie tolv poäng före Visby Gute men föll sedan mot Bodens BK i kvalspelet (1-2 borta, 3-4 hemma). Valsta Syrianska bjöd Väsby kamp om seriesegern 2003 men VIK vann serien slutligen med två poäng. Ånyo väntade norrländskt motstånd i kvalspelet, denna gång i form av Friskis från Örnsköldsvik. Väsby förlorade 3-4 hemma på Vilundavallen och vann sedan 3-2 på bortaplan. Sammantaget 6-6 men Friska Viljor knep Superettanplatsen på bortamålsregeln. Efter en hård kamp med Vasalund och Valsta kunde Väsby vinna Division 2 Östra Svealand för tredje året i följd 2004. Denna gång fick Väsby göra ett återbesök till Bohuslän i kvalspelet då ex-allsvenska Ljungskile svarade för motståndet. Denna gång var dock inte Väsby nära, 0-2 på Skarsjövallen följdes av 0-1 på Vilundavallen. Tränare för laget 2002-2003 var AIK-profilerna Rikard Norling och Nebojsa Novakovic.

## Sammanslagning, Superettan och en till sammanslagning
Till skillnad från Väsby hade "poplaget" FC Café Opera tagit steget upp i Superettan till säsongen 2000. Föreningen utvecklades till att bli en samarbetsförening till AIK men när AIK åkte ur allsvenskan 2004 och därmed skulle spela i samma serie som Caféet tvingades de revidera samarbetsformerna, exempelvis kunde de inte fortsatt dela träningsanläggning. Samtidigt hade Väsby förlorat kvalspel till samma serie fem gånger sedan 1998. "Lösningen" för de tre parterna blev att Café Opera och Väsby IK FK slogs samman till Väsby United. Föreningen ärvde Caféets superettanplats men förlades till Väsby och ärvde VIK:s grönvita färger, med fortsatt samarbete med AIK. Premiäråret för VU slutade med en niondeplats i Superettan. Notabelt är att laget vann bägge derbyna mot AIK med 2-1. Bägge spelades på Råsunda, hela 8 672 åskådare kunde glädjas åt Väsbys hemmavinst den 15 augusti 2005. Säsongen 2006 slutade VU på 14:e plats och fick försöka kvala sig kvar mot Sirius. Kvalspel är ju dock inte Väsby melodi, 1-1 på Studenternas följdes av 0-1 efter mål av Olle Kullinger på Vilundavallen och degradering. Däremot lyckades klubben väl i Svenska cupen 2006: Laget slog ut Malmö FF och nådde kvartsfinal.
Sejouren i tredjedivision blev denna gång endast ettårig. Eftersom Allsvenskan skulle utökas flyttades både ettan och tvåan i de nya division 1-serierna upp till Superettan. Väsby knep andraplatsen bakom Assyriska och säkrade därmed en snabb återkomst till Superettan. Därefter följde tre säsonger i Superettan: nionde plats (2008), tolfte plats (2009) och sistaplats och degradering (2010). Återkomsten till division 1 2011 slutade, i vanlig ordning, med förlust i kvalspel. Väsby slutade tvåa bakom Umeå FC men föll sedan i kvalet mot IFK Värnamo (0-2h, 0-1b). Säsongen 2012 klarade sig Väsby kvar efter en elfteplats.
AIK hade vid denna tidpunkt avslutat samarbetet med skuldtyngda Väsby United. Föreningen hittade en ny samarbetspartner i den ryske affärsmannen Alex Ryssholm och hans förening Athletic FC. Klubbarna slogs ihop till AFC United inför säsongen 2013, flyttade sedan till Solna och sedan vidare till Eskilstuna där skapelsen döptes om till AFC Eskilstuna.

## Slutet
Efter samgåendet med Café Opera bedrevs såväl a-lagsverksamhet som ungdomsfotboll inom ramen för Väsby United. Verksamheten återstartades i Väsby IK:s regi inför säsongen 2012 (när United slogs samman med AFC). Laget spelade två säsonger i division 7, följda av två säsonger i division 6 2014-2015 innan laget degraderades tillbaka till division 7. I oktober 2018 begärdes klubben i konkurs och lades ned.